# Robinson (Texas)
Pour les articles homonymes, voir Robinson.
Robinson est une ville du comté de McLennan, dans l'État du Texas aux États-Unis,. Située au sud du comté, lors du recensement de 2010, la ville comptait une population de 10 509 habitants, estimée, en 2017, à 11 617 habitants

## Démographie
Lors du recensement de 2010, la ville comptait une population de 10 509 habitants. Elle est estimée, en 2017, à 11 617 habitants.

## Meurtre de Lucy Fryer
Le 8 mai 1916, Lucy Fryer est assassinée à son domicile à Robinson. Jesse Washington, un homme noir de 17 ans qui travaille sur la ferme des Fryer, est rapidement identifié et jugé le 15 mai 1916 à Waco. À l'issue du procès, il est condamné à mort, entraîné hors du tribunal par des spectateurs, lynché, castré et suspendu au-dessus d'un feu de joie.